# Retocomus gratus
Retocomus gratus är en skalbaggsart som beskrevs av Thomas Casey 1895. Retocomus gratus ingår i släktet Retocomus och familjen kvickbaggar. Inga underarter finns listade i Catalogue of Life.